# Steupingen
Steupingen ist der Name einer nach 1477 aufgegebenen Siedlung auf dem Gebiet der Stadt Drolshagen im Sauerland. Sie lag in dem Quellmuldengebiet Lürrwiese zwischen Drolshagen und Iseringhausen am Fuß der mit 492 m höchsten Erhebung der historischen Stadt, des „Steupingen“. In der Zeit der Stadterhebung von Drolshagen im Jahr 1477 zogen die Bewohner der Siedlungen Steupingen und Herrnscheidt in die Stadt. Die Siedlungen fielen wüst, die Flurnamen haben sich erhalten.

## Die Lage der ehemaligen Siedlung Steupingen

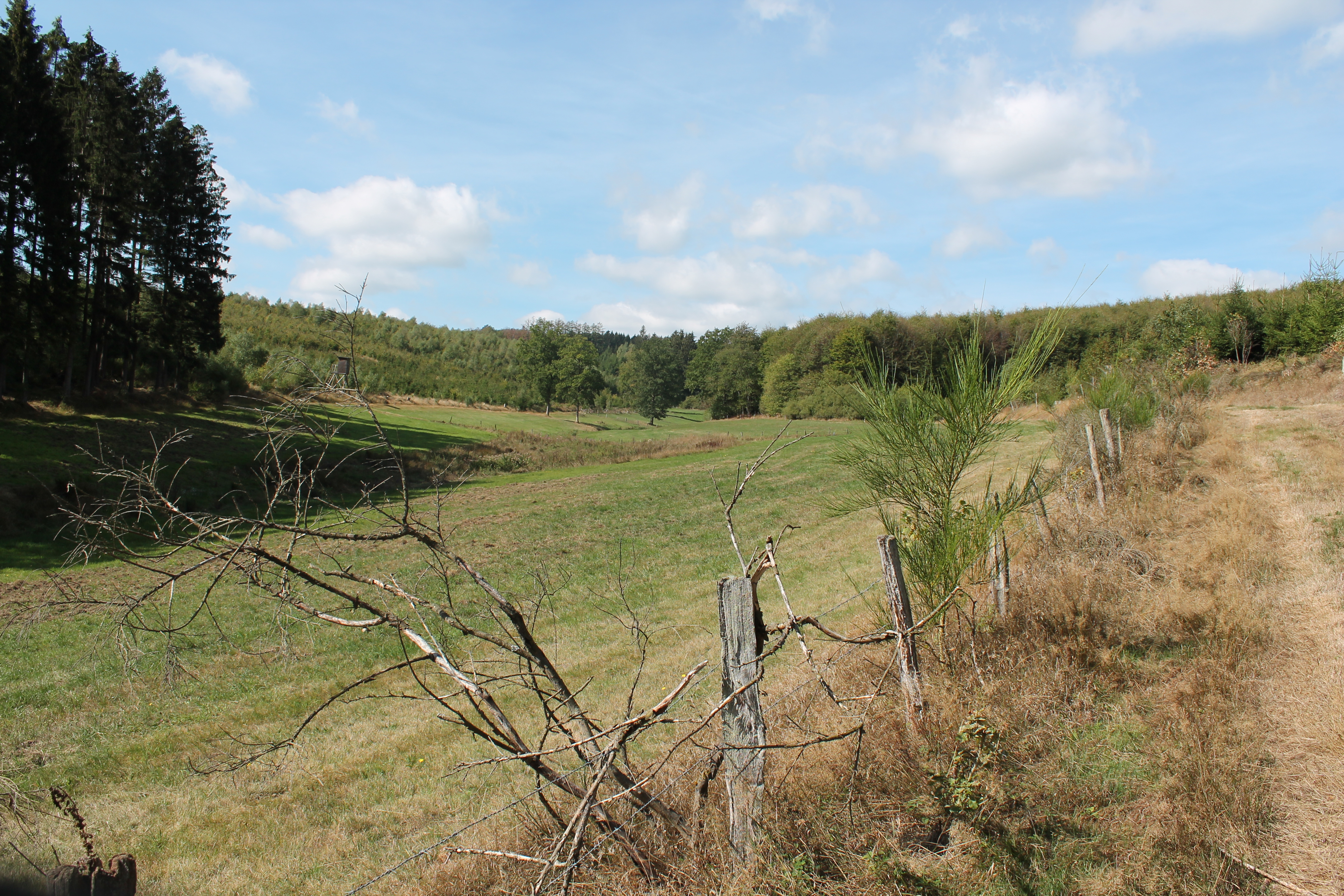
Lürrwiese in Drolshagen; Standort der Wüstung Steupingen

Bis heute ist der Ort, wo sich die Siedlung befand, im Bewusstsein älterer Drolshagener bekannt. Die Lage ist siedlungsfreundlich, nach Norden und Westen durch den Bergrücken windgeschützt, nach Süden offen und an einem Bach gelegen. Die Untersuchung der Bodenbeschaffenheit ergab, dass es sich um tiefgründigen Lehm mit verwittertem Schiefergestein und einer Humusschicht durchsetzt handelt, der für den Ackerbau geeignet ist, wenn auch als Grenzertragsboden. Der eigentümliche Name „Lürrwiese“ verweist auf die sprachlichen Einflüsse im „Dräulzer Platt“ aus einem niederfränkischen Dialekt, wo „Lürren“ beim Vieh brüllen, bei Menschen laut schreien. beim Kind weinen und beim Wind heulen meint.

## Der Siedlungsname Steupingen

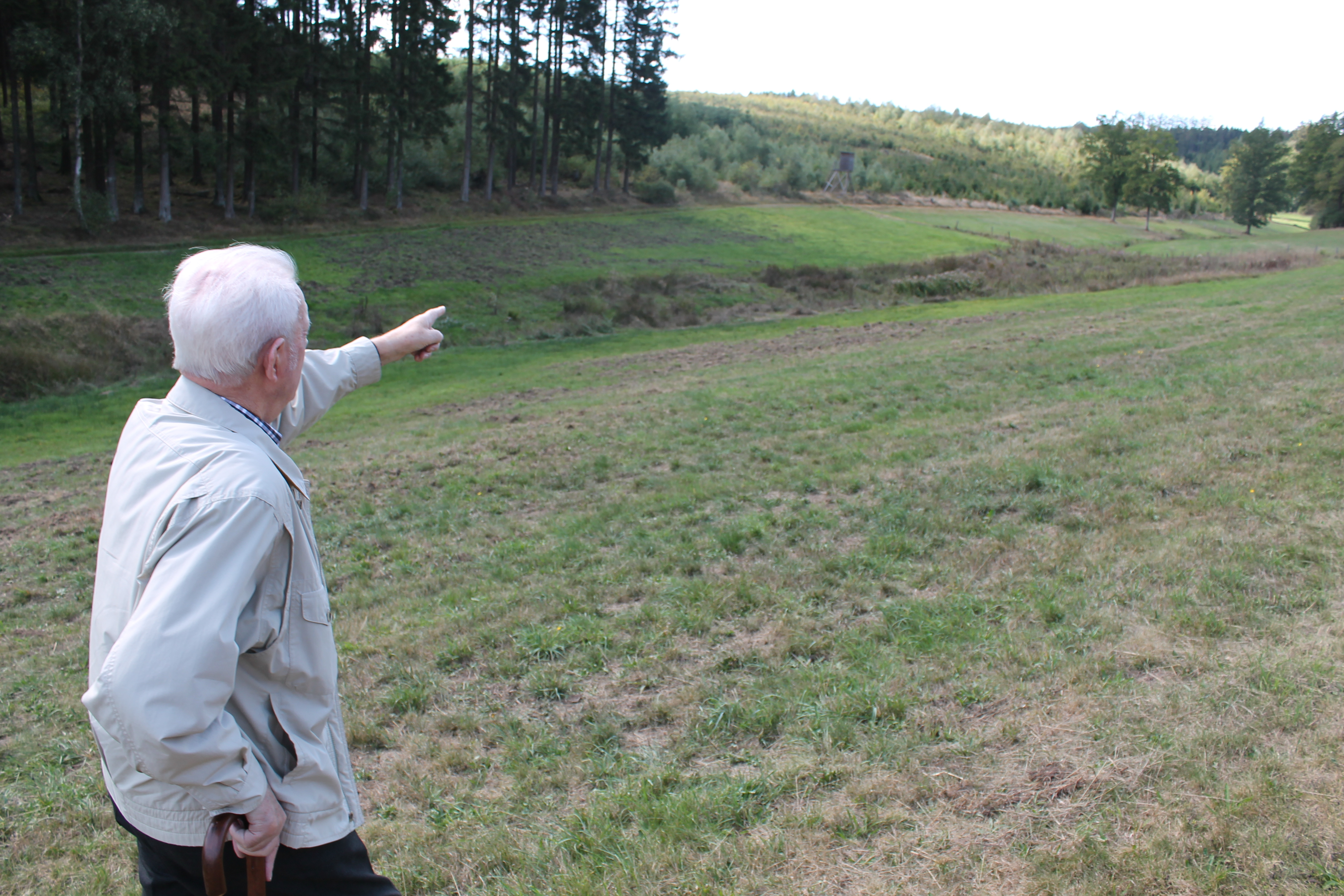
Drolshagener zeigt die Lage der Siedlung Steupingen

Steupingen ist ein Siedlungsname, der als „Stelle bei abgestuftem Gelände“ zu verstehen ist. Ortsnamen wurden in der Zeit des frühmittelalterlichen Siedlungsbaus häufig mit dem (männlichen) Namen des Gründers oder ersten Siedlers oder einer markanten Flur und dem Anhang –ing oder –ingen (Plural) gebildet, wobei diese Endung „Zugehörigkeit“ ausdrückt. Die Entstehung wird mit der fränkischen Landnahme im 5. – 8. Jahrhundert in Verbindung gebracht. Die Gründung von Steupingen kann in deren Spätzeit angesetzt werden Auffallend ist eine Häufung der Ortschaften mit der Endung "-ingen" im westlichen Stadtgebiet von Drolshagen, dem angrenzenden Wendener Land mit den aktiven Orten Gerlingen, Ottfingen, Bebbingen, Döingen, den Wüstungen Höwingen, Deplingen, Wieringen und Winningen und Gemarkungsnamen wie Wormelinge bis im Raum des ehemaligen Kirchspiels Oberholzklau mit Herlingen, Drüningen und Wen(d)ingen im nordwestlichen Siegerland.

## Geschichte der Siedlung

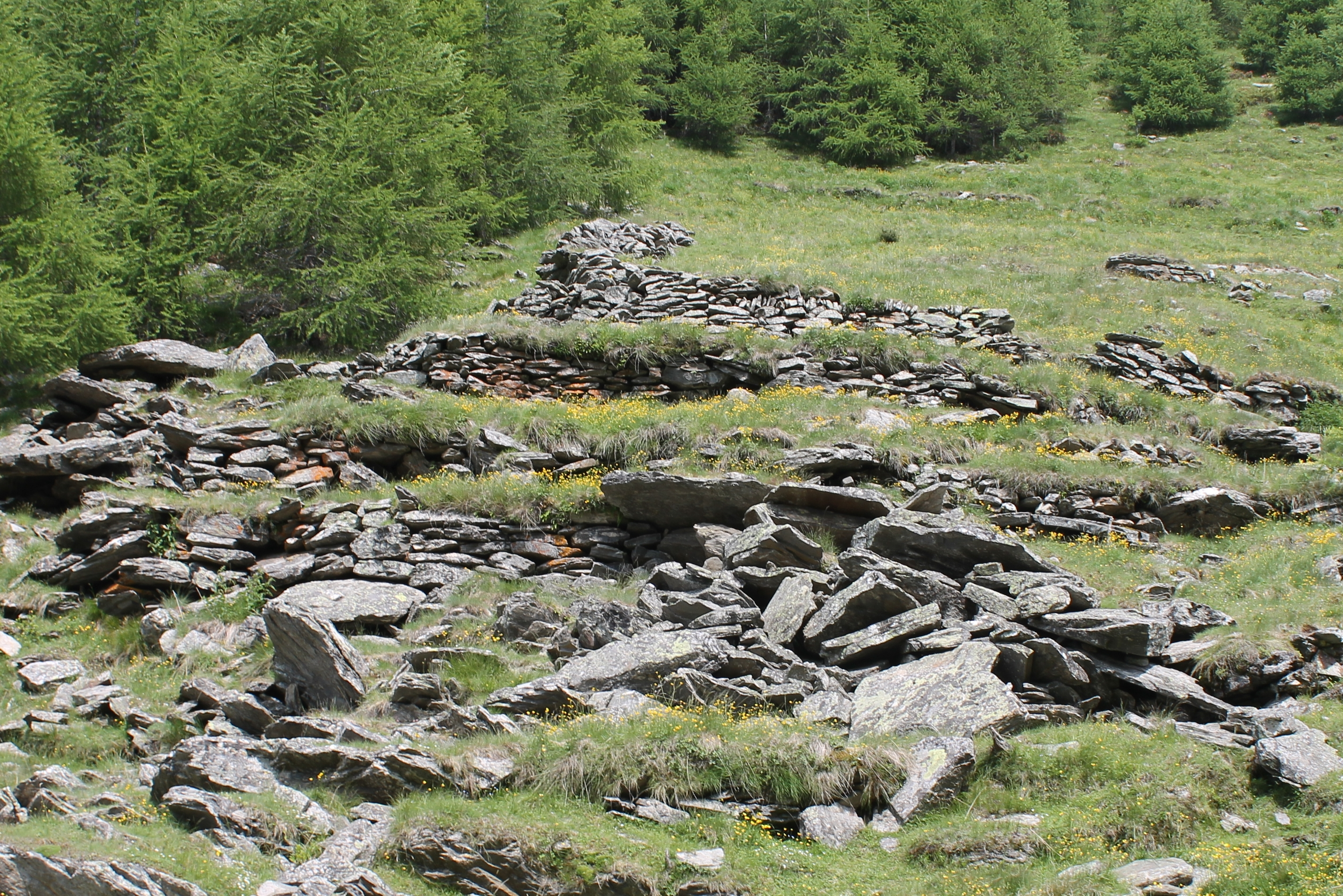
Aufgelassene Ackerterrassen im Pfossental (Südtirol) als Beispiel

Die ältesten Dokumente, die auf die Existenz von Steupingen verweisen, enthalten Aussagen über Personen wie Werner von Steupingen für die Zeit von 1349 bis 1352 und Hermann von Steupingen von 1355 bis 1360. Dass Steupingen bereits im frühen Mittelalter besiedelt wurde, ist durch Bodenfunde nachgewiesen. Im Jahr 1958 wurden, ausgehend von einer Meldung des Landwirts Heinrich Wintersohl aus Dirkingen zu Bodenfunden, Scherben entdeckt, die eindeutig der Zeit zwischen 1000 und 1200 zuzuweisen sind. Gefunden wurde auch eine eiserne Pflugschar, die dem frühen bis mittleren Mittelalter zugeordnet wird. Weitere Eisenfunde auf dem Grund der ehemaligen Siedlung Steupingen sind nicht zu datieren. Noch in 1982 wurden weitere Scherben aus dem frühen bis mittleren Mittelalter entdeckt. Für eine Besiedlung sprechen zudem mehrere Kohlemeiler, deren Überreste auf das Mittelalter zurückgeführt wurden. Oberhalb des Grundstücks, auf dem die Siedlung Steupingen gestanden hat, konnten topografische Formationen entdeckt werden, die auf einen Terrassenackerbau schließen lassen. Bis zu 10 Ackerraine wurden festgestellt, die auf eine bäuerliche Bewirtschaftung hinweisen.
Steupingen ist, wie in der handschriftlichen „Chronica Drolshagensis“ des Priesters Johannes Josef Wilhelm Finck aus dem Jahr 1768 berichtet wird, im Zuge der Verleihung der Stadtrechte an den größeren Nachbarort Drolshagen im Jahr 1477 durch den Kölner Erzbischof Ruprecht von Bayern verlassen worden. Die Siedlung „fiel wüst“.

## Die Wüstung Steupingen

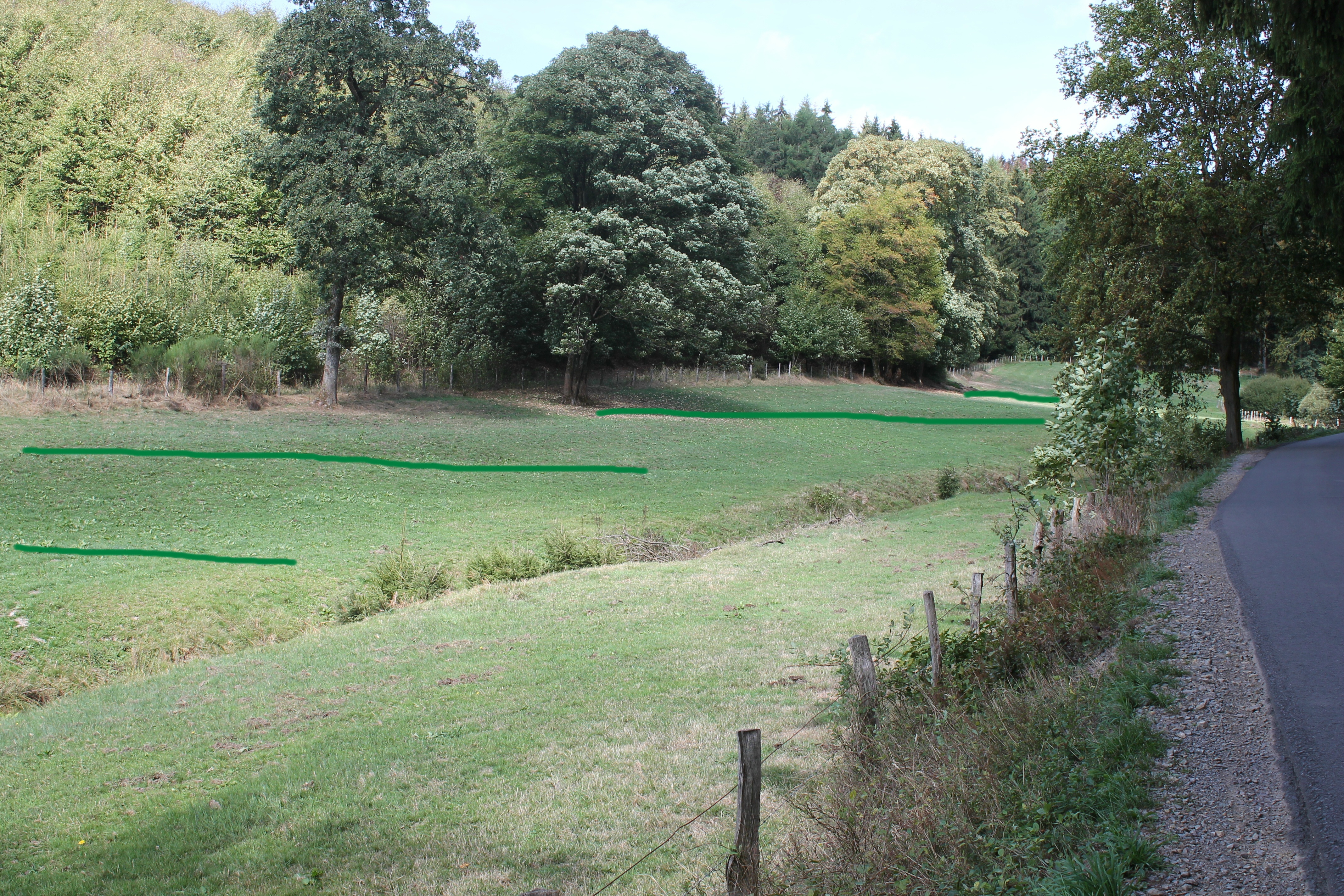
Terrassierungen in der unmittelbaren Nähe der Wüstung Steupingen

Im 15. Jahrhundert wurden in Südwestfalen bis zu 25 % der Hofstellen aus unterschiedlichen Gründen, teils aus ökonomischen Gründen, teils aus Suche nach Sicherheiten, aber auch im Zuge von Konzentrationsvorgängen, verlassen. Drolshagen hatte 1460 einen Bevölkerungsverlust durch die Pest erlitten, sodass eine Migration aus dem Umfeld in die Stadt nicht ungewöhnlich war. Sofern die Böden noch Ertrag boten, wurden sie von der Stadt aus als Außenäcker weiter bewirtschaftet. Auch die Auswirkungen der im 14. Jahrhundert einsetzenden Kaltzeit sowie die Bedrohungen durch Fehden mit Raub, Mord und Brandschatzung sind als Gründe für das Verlassen der Höfe und kleinen Weiler bekannt.  Die mittelalterlichen Orte im heutigen Stadtgebiet von Drolshagen waren überwiegend Einzelhöfe oder Klein-Weiler mit maximal 3 – 4 Hofstellen. Anders als im benachbarten Wendener Land haben im Drolshagener Gebiet kaum „Verdorfungen“, also Zusammenschlüsse mehrerer Höfe oder Klein-Weiler zu Groß-Weilern und Dörfern, stattgefunden. Noch heute hat Drolshagen 58 zum Teil auch kleinste Orte aus 1 – 5 Häusern.

## Die Sagen um die „Hexe von Steupingen“
Verlassene Höfe und Orte haben wiederkehrend die Fantasie der Menschen beschäftigt und zu Sagen und Geschichten angeregt, in denen ein Pakt mit dem Bösen und Widergöttlichen geschlossen wurde. Immer wieder ging es dabei auch um untergegangene Höfe als Strafe für dieses gottlose Verhalten. So auch die Sage von der „Steupinger Hexe“, zu der zwei sehr unterschiedliche Varianten vorliegen.
Die älteste schriftlich festgehaltene Version ist die von Josef Börsch in seinem 1917 verfassten Büchlein „Min Draulzen“, das als Erbauungsbuch für die Soldaten an der Weltkriegsfront gedacht war. Es enthielt u. a. Erzählungen, Gedichte und Gebete in Dräulzer Platt. Die Variante von Josef Börsch erzählt die unglückliche Liebe einer Frau zu einem Mann in Konkurrenz zu einer anderen Frau. Mit Hilfe der mit dem Teufel liierten „Hexe von Steupingen“ versucht sie, ihre Nebenbuhlerin zu erschrecken und zu töten, kommt aber selbst dabei um. „Dei Düwel ha et gegualt - Der Teufel hatte sie geholt“ schreibt Josef Börsch in seinem 1917 erschienenen Buch „Min Draulzen“. Dass diese Version nicht, wie populäre Quellen behaupten, aus dem 12. Jahrhundert stammen kann, ist dadurch belegt, dass zu dieser Zeit Steupingen noch ein besiedelter Ort war. Daher muss diese Erzählung, auch weil sie Elemente anderer ähnlicher Sagen und Spukgeschichten des Sauerlandes aufgreift, erst dann zum Erzählstoff in Drolshagen geworden sein, als Steupingen bereits verfallen und vielleicht schon von Wald überwachsen war. Auch sind Parallelen zur ursprünglichen Geschichte des Faust, die zu den am weitesten verbreiteten Stoffen in der Literatur seit dem 16. Jahrhundert zählt, unverkennbar. Dass sie auch religiös erzieherisch sein sollte und einen Abstand zu jüdischer und germanischer Mythologie zugunsten christlicher Frömmigkeit aufbaut, widerspricht dem nicht.
Dagegen beschreibt die von Carlo Travaglini 1934 veröffentlichte Erzählung in den Heimatstimmen die Liebe eines Ritters von Steupingen zu einem Edelfräulein vom Herrnscheid, wo nach dieser Nacherzählung einer mündlichen Überlieferung Ritterburgen gestanden haben sollen, eine fränkisch, eine sächsisch. Die Bewohner waren mittlerweile christlich geworden, was der „heidnischen“ Hexe missfällt. So dient sie sich dem Ritter an, der heimlich geliebten Frau vom Herrnscheid einen Liebestrank zu verabreichen. Dies war jedoch ein Giftbecher, die Frau stirbt in den Armen des Ritters, beide versinken in der Erde. Die Hexe hat obsiegt. Beide Geschichten finden sich in verschiedenen Abwandlungen im Erzählschatz und Sagenfundus im gesamten deutschsprachigen Raum wieder.